# Charles Cressent
Charles Cressent (1685 - 1768) era un fabricant francès de mobiliari, escultor de l'estil regència i rococó. Segon fill de Francois Cressent, escultor del rei, i net de Charles Cressent, un fabricant de mobiliari d'Amiens, que també seria escultor, heretà els gusts i aptituds que, probablement, varen fer d'ell un dissenyador i artesà.
Fins i tot més important potser era el fet que era un alumne d'Andre Charles Boulle. Entrenat en aquest context, no és sorprenent que hagi estat considerat com el millor artista decoratiu del segle xviii. El segell Cressents s'associa connectat amb l'estil regència, però la seva obra anterior tenia afinitats amb l'escola de Boulle, mentre que les seves peces posteriors eren plenes d'originalitat.

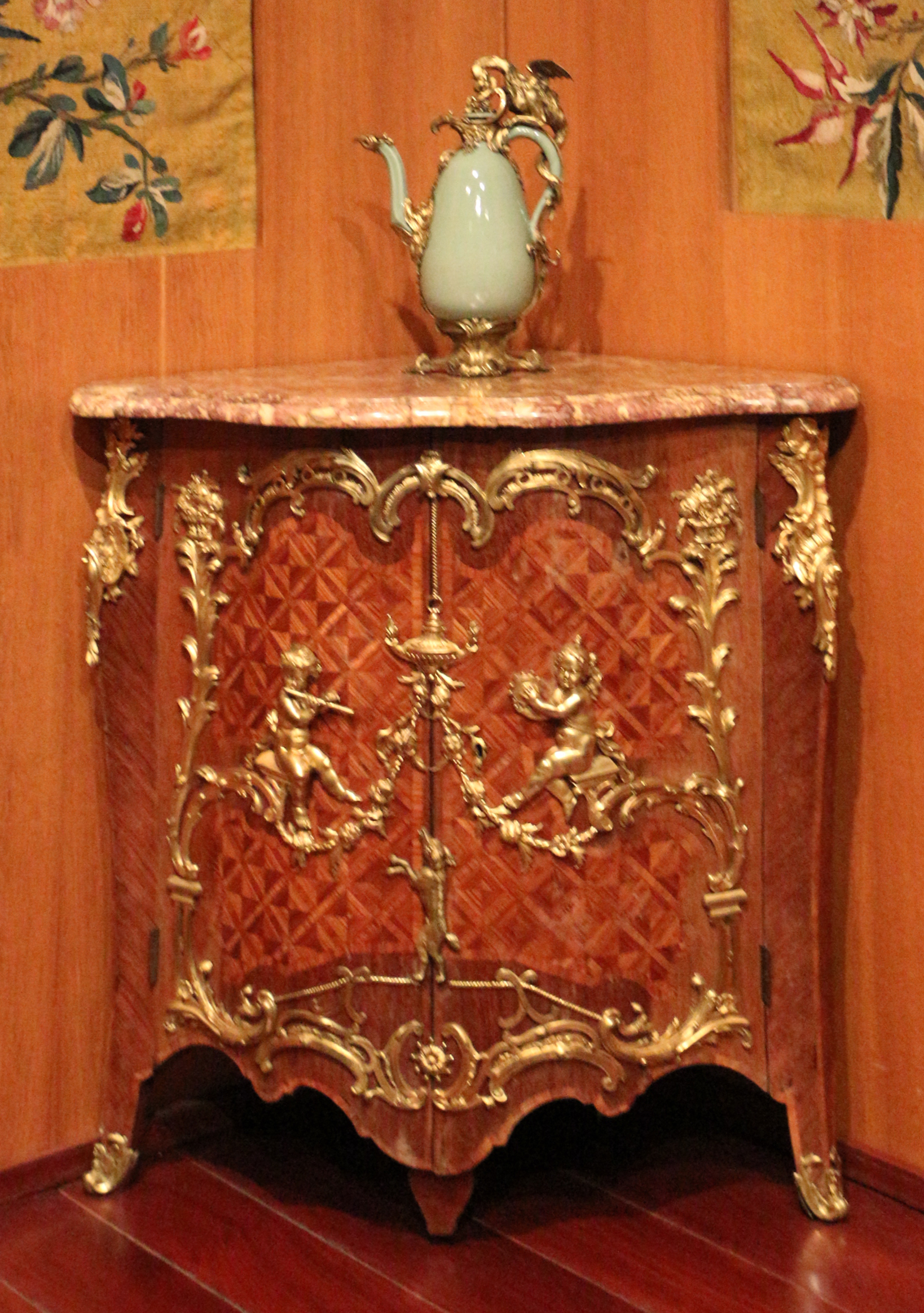
Charles Cressent, cantoniera, Parigi 1757-65 ca., con un vaso celadon parigino del 1720-30 ca

Era de la mateixa manera un escultor, i entre les seves obres plàstiques se sap que va fer un bust de bronze de Lluís de Borbon, Duc de Orléans, el fill de Felip II, Duc d'Orléans, per a qui Cressent havia fet un dels millors exemples de mobiliari francès del segle xviii, actualment a la Biblioteca Nacional.
Les peces en bronze de Cressents tenien amb una agudesa d'acabat i una gràcia i vigor de contorn que a penes eren superats pel seu gran contemporani Jacques Caffieri. Les seves figures femenines a les cantoneres de taules es compten entre les consecucions més delicioses dels grans dies del treballador del metall francès. Molt de l'obra de Cressents sobreviu, i es pot identificar; al Louvre i la Wallace Collection de Londres són especialment abundants, i la cómoda a Hertford House amb mànecs daurats que representen dracs xinesos és potser la peça més elaborada que mai produire.
El treball d'identificació és comparativament fàcil en el seu cas, ja que publicava catàlegs de les vendes de la seva obra. Aquests catàlegs són altament característics del personatge. No dubtava a descriure's com l'autor d'un rellotge digne de ser posat als millors gabinets, els bronzes més distinguished, o de peces amb la forma més elegant i guarnida amb bronzes d'una riquesa extra. Treballava molt en marqueteria, tant en carei com en fustes de brillants colors. Era en efecte un artista que el color l'atreia amb especial força.